# Доул, Джордж
Джордж Стюарт Доул (англ. George Stuart Dole; 30 января 1885, Ипсиланти, Мичиган — 6 сентября 1928, Winthrop, Мэн) — американский борец вольного стиля, чемпион летних Олимпийских игр 1908.
На Играх 1908 в Лондоне Доул соревновался в весовой категории до 60,3 кг. Выиграв все четыре своих схватки, стал чемпионом и получил золотую медаль.